# Jordi Calafat
Jordi Joan Calafat Estelrich (ur. 24 czerwca 1968 w Palma de Mallorca) – hiszpański żeglarz sportowy, złoty medalista olimpijski z Barcelony.
Zawody w 1992 były jego pierwszymi igrzyskami olimpijskimi. Zwyciężył w klasie 470, partnerował mu Francisco Sánchez Luna. W Atlancie w 1996 nie obronili tytułu, zajęli 9. miejsce. W 470 zdobył tytuł mistrza globu w 1992 i 1993 oraz srebro światowego czempionatu w 1989 i 1990. W 1983 zdobył tytuł mistrza świata w klasie Optimist.